# Космос-469
Космос-469 је један од преко 2400 совјетских вјештачких сателита лансираних у оквиру програма Космос.
Космос-469 је лансиран са космодрома Тјуратам, Бајконур, СССР, 25. децембра 1971. Ракета-носач је поставила сателит у орбиту око планете Земље. 